# Acanthispa multinotata
Acanthispa multinotata es un coleóptero de la familia Chrysomelidae. Fue descrita en 1927 por Maurice Pic como Acanthodes multinotata.